# All columbí
L'all columbí (Allium senescens) és una espècie de planta del gènere Allium, de la família de les amaril·lidàcies.

## Descripció

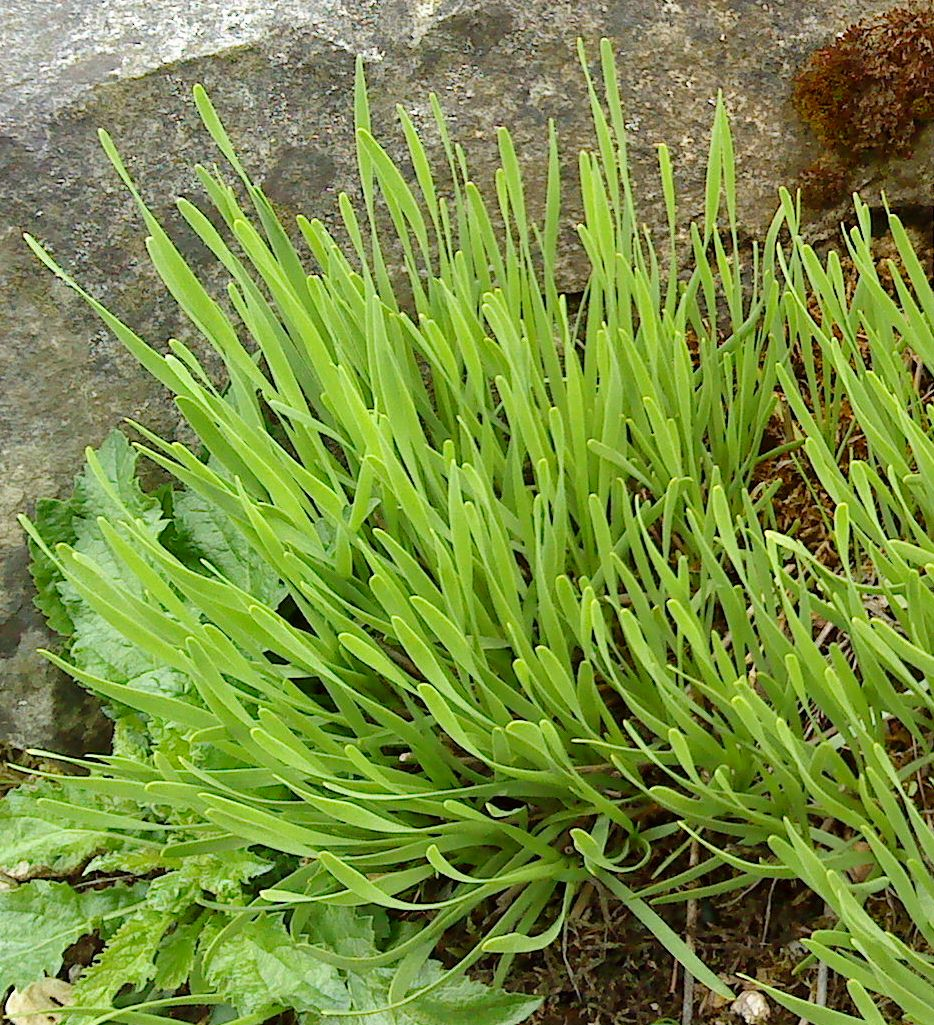
Fullatge

És una bulbosa que produeix fins a 30 flors de color rosa en umbel·la a mitjans o finals d'estiu, i creix entre 20 i 60 cm d'alçada. Les fulles són primes com cintes. Es distribueix per les regions temperades de l'hemisferi nord, més concretament Europa i Àsia, on es localitza en replans de roca i carenes. És present a Catalunya i al centre i nord del País Valencià, però no a les Illes Balears.

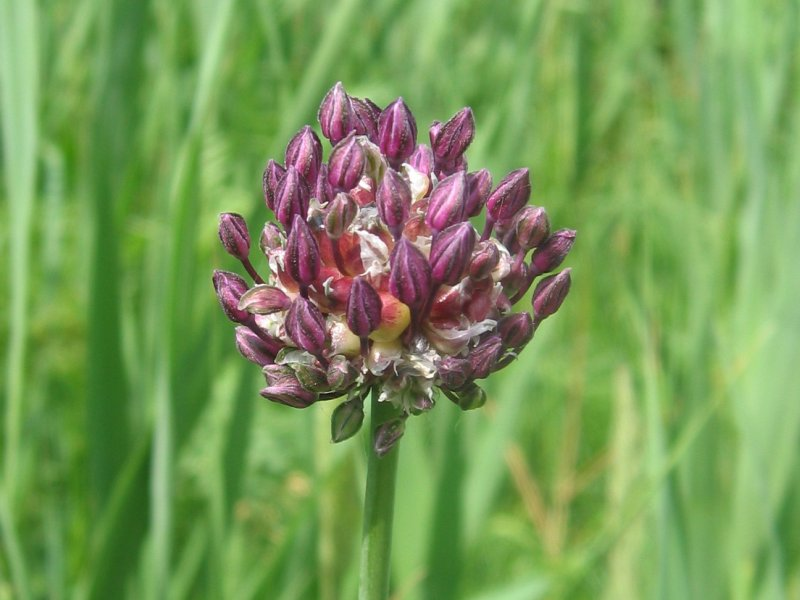
Detall de la inflorescència

Concretament, la subespècie montanum es caracteritza pels bulbs oblongs o fusiformes, els quals es troben recoberts d'una membrana. Les fulles són linears i arrodonides al dors, amb l'espata dividida en 2-3 lòbuls, amb una umbel·la hemiesfèrica de tèpals oblongs. El període de floració se'n troba comprés entre juny i setembre.

## Taxonomia
Allium senescens va ser descrita per Linné i publicada en Species Plantarum 1: 299, l'any 1753.

### Etimologia
- Allium: nom genèric molt antic. Les plantes d'aquest gènere eren conegudes tant pels romans com pels grecs. Tot i això, sembla que el terme té un origen celta i significa 'cremar', fent referència a la forta olor acre de la planta.[6]
- senescens: epítet llatí que significa 'de color gris'.[7]

#### Citologia
Nombre de cromosomes d'Allium senescens i taxons infraespecífics: 2n=16+(0-5B). n=8; 2n=16. 2n=32.

#### Subespècies
- Allium senescens subsp. glaucum
- Allium senescens subsp. montanum
- Allium senescens subsp. senescen[10]

#### Sinonímia
- Cepa senescens (L.) Moench
- Xylorhiza senescens (L.) Salisb.
- Allium narcissifolium Scop.[11]